# Glow (эффект)
Glow (рус. свечение, отблеск) — визуальный световой эффект в трёхмерной или растровой графике.

## Описание
В трёхмерной графике эффект заключается в том, что у ярких областей объекта наблюдается засвеченность по периметру этих областей, из-за чего создаётся впечатление, что на поверхности яркого объекта виден световой ореол. Применяется в компьютерных играх.